# Antrakinon
Az antrakinon egy szerves vegyület, az antracénből levezethető kinon. Sárga színű tűkben kristályosodik. Vízben gyakorlatilag oldhatatlan. Alkoholban és éterben is csak kis mértékben oldódik. Jóval forráspontja alatt is szublimál.
Az antracén elnevezés a görög anthraksz (ἄνθραξ, szén) és a Chinchona (kínafa) szóból származik. A kínafa kérgéből nyert kininből  állították elő a kínasavat, ebből pedig a kinont.

## Története
Először Laurent állította elő antracénből, salétromsavas oxidációval 1835-ben.

## Kémiai tulajdonságai
Az antrakinon nagyon stabil vegyület, reakciókészsége kicsi. Oxidációval szemben ellenálló. Nehezen redukálható, redukciója csak erélyes behatásra játszódik le. Erélyes alkáliömlesztés hatására (kálium-hidroxiddal, 250 °C-on) a benzoesav káliumsójává, kálium-benzoáttá alakul. Gyakorlati szempontból a szubsztitúciós reakciói a legjelentősebbek. Számos antrakinon-származékot gyártanak így antrakinonból.

## Élettani hatása
A bőrön kiütéseket okozhat. Náthát és hörghurutot okozhat, ha a gőzeit hosszú időn át lélegzik be.

## Előállítása
Előállítására többféle módszer is létezik. Előállítható antracénből oxidációval. Az oxidációt vagy valamilyen alkálifém-dikromáttal végzik kénsavas közegben, vagy katalitikus oxidációt alkalmaznak (a katalizátor vanádium-pentoxid). Ftálsav-anhidrid és benzol reakciójában is keletkezik, AlCl3 katalizátor jelenlétében. Ez a reakció egy úgynevezett Friedel–Crafts-reakció.

## Felhasználása
Az antrakinon kiindulási anyagként szolgál számos festék, például az alizarin előállításához.